# Рэйчел Старр
Рэйчел Старр (англ. Rachel Starr; род. 26 ноября 1983 в городе Берлесон, штат Техас, США) — американская порноактриса.

## Биография
Настоящее имя актрисы — Брэнди Харгроув. Впервые сексуальный опыт Брэнди получила в 13 лет, причём это был лесбийский секс. Первый опыт с мужчиной — за неделю до пятнадцатилетия. После окончания школы она стала танцовщицей, работая в клубах в районе Далласа. Позже она отправилась танцевать в Луизиану в клуб, принадлежащий компании Хастлер. Там, на сцене её и приметил калифорнийский порнопродюсер, как он выразился: «Задница этой девочки может сделать много денег в порно». Рэйчел согласилась сниматься в фильмах для взрослых и отправилась в начале 2007 в Лос-Анджелес, столицу порнобизнеса. Так начиналась её карьера. В настоящее время продолжает сниматься и живёт в родном Техасе, в Далласе.

## Карьера

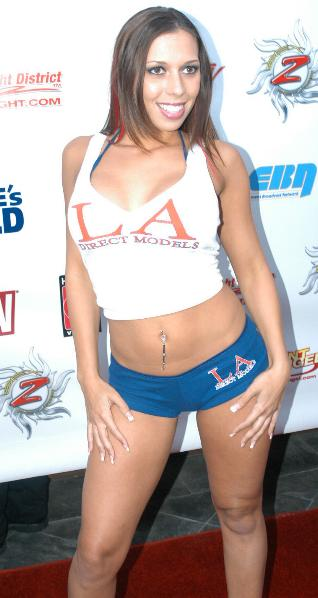

Первым фильмом Рэйчел стал Big Slippery White Butts #03 в феврале 2007 года. К этому времени она уже успела сделать себе операцию по увеличению груди. По состоянию на 2013 год она успела сняться более чем в 160 фильмах для таких студий как Brazzers, Evil Angel, Elegant Angel. В 2008 году вышел её первый фильм-бенефис Rachel`s Choise, где она снялась во всех сценах, в 2010 году второй бенефис — Rachel Starr Is Badass. За оба фильма она была номинирована на самую престижную премию американского и мирового порнобизнеса AVN Award. В фильме Rachel Starr Is Badass актриса к тому же впервые для себя снялась в анальной сцене, это всего одна из четырёх таких сцен за всю её карьеру, вторая — в фильме Ass Worship 14. Её любимыми партнёром и партнёршей в фильмах являются, соответственно, Майк Стефано и Рэйчел Рокс.

## Награды и номинации
- 2009 — номинация на AVN Award за «Лучшую групповую сцену» в фильме Rachel’s Choice вместе с Эриком Эверхардом, Стивом Холмсом и Маккензи Майлс[4].
- 2011 — номинация на AVN Award за «Лучшую сцену втроём (2 девушки и мужчина)» в фильме Rachel Starr Is Badass вместе с Асой Акирой и Миком Блю[5].

## Интересные факты
- Рэйчел любит модернизировать тело: силиконовая грудь; много пирсинга — два прокола языка, пирсинг в обоих сосках, пупке, клиторе. Татуировки: плюшевый мишка на левом плече, цветок белладонны на лобке, цветные птички на обеих лодыжках. От природы у актрисы карие глаза, но она часто носит линзы, придающие глазам голубой цвет.
- Актриса ведёт переписку с фанатами на форуме AdultDVDTalk[3].
- Больше всего Рэйчел ненавидит отсутствие гигиены.